# FC Kolkheti Poti
FC Kolkheti-1913 Poti este un club de fotbal din Poti, Georgia. Echipa joacă meciurile de acasă pe Stadionul Fazisi cu o capacitate de 7.500 de locuri.

## Palmares
- Campioana Georgiei: 2

1978, 1988